# Sarvtjärnen (Fagersta, Västmanland)
Sarvtjärnen är en sjö i Fagersta kommun i Västmanland och ingår i Norrströms huvudavrinningsområde. Sjön är 5 meter djup, har en yta på 0,01 kvadratkilometer och befinner sig 119 meter över havet.